# Pierangelo Marcati
Pierangelo Marcati (Civitavecchia, 11 giugno 1953) è un matematico italiano.
I suoi interessi scientifici comprendono le equazioni alle derivate parziali,la fluidodinamica, la Idrodinamica Quantistica a cui si sono aggiunti gli studi sui modelli matematici in sismologia e modelli matematici per la crescita delle piante con applicazioni alla robotica bioispirata.

## Biografia
Laureato in matematica nel 1976 presso la Università degli Studi di Roma "La Sapienza". Ha insegnato presso l'Università degli Studi di Trento e la University of Maryland e l'Università degli Studi dell'Aquila, successivamente professore ordinario presso il Gran Sasso Science Institute, di cui è stato uno dei fondatori, successivamente Direttore Scientifico dell'Area Matematica e poi Prorettore vicario. Attualmente ha una posizione di Senior Research Associate presso il Gran Sasso Science Institute. Il 24 Ottobre 2024 con decreto del Ministro dell'Università e Ricerca gli è stato conferito il titolo di Professore Emerito.

### Incarichi scientifici
Dal 1996 al 2018 nel Comitato scientifico della più importante conferenza mondiale nel settore delle Equazioni Iperboliche 
Dal 1996 al 2000 ha coordinato la rete di ricerca europea "HCL",  nell'ambito del IV Programma Quadro dell'Unione europea. Dal 2001 al 2005 ha fatto parte dello Steering Committee della rete di ricerca Europea Hyke (il più grande programma di matematica applicata finanziato dalla Unione Europea). 
Dal 2019 al 2023 è stato partner del progetto europeo FET GROWBOT  coordinato da Barbara Mazzolai dell'Istituto italiano di tecnologia
È stato membro dell'Applied mathematics Committee e del Publishing Committee della European Mathematical Society, del cui organo direttivo, il Consiglio, è entrato a far parte dal 2021.
Dal 2023 è membro del Consiglio Scientifico del Dipartimento di Ingegneria, ICT e tecnologie per l'energia e i trasporti (DIITET) del Consiglio Nazionale delle Ricerche.
Membro del comitato editoriale di varie riviste scientifiche internazionali, è attualmente Editor in Chief del Journal of Hyperbolic Differential Equations (JHDE).

### Incarichi
Membro nel 2008 a Heidelberg del Panel Mathematics in Industry  del Global Science Forum,  Organisation for Economic Cooperation and Development (OECD-OCSE)
Membro del Panel (OECD-OCSE) del 3 Luglio 2009 L'Aquila Earthquake: Re-launching the Economy
Membro del Consiglio di Amministrazione dell'INdAM dal 2015 al 2019
Membro del Consiglio direttivo dell'INdAM dal 2003 al 2007

### Visiting professor e Premi
Università di Stanford,
City University di Hong Kong, 
Isaac Newton Institute for Mathematical Sciences della Università di Cambridge, 
Institute for Mathematics and its Applications, Minneapolis 
, 
Accademia Cinese delle Scienze, 
Institut Mittag-Leffler
dell'Accademia Reale Svedese delle Scienze, Massachusetts Institute of Technology.
È stato plenary speaker in molti convegni internazionali e nel 2021 ha ricevuto il premio intitolato ad Andrzej Lasota da parte della Accademia Slesia delle Scienze di Katowice

## Opere
- Mathematical problems in semiconductor physics. Pitman Research Notes in Mathematics Series. 340. Harlow: Longman. (con P.A.Markowich (ed.) e R.Natalini (ed.))  (1995). ISBN 0-582-28704-9
- Hyperbolic systems of balance laws. (come editor) Lectures given at the C.I.M.E. Summer School. Lecture Notes in Mathematics 1911. Berlin: Springer.  (2007). ISBN 978-3-540-72186-4